# Călin Georgescu
Călin Georgescu (Bukurešt, 26. ožujka 1962.) rumunjski je političar i agronom. Dugo je radio na području održivog razvoja, a bio je i predsjednik Europskog istraživačkog centra za Rimski klub (2013. – 2015.).
Georgescu se natjecao kao neovisni kandidat na rumunjskim predsjedničkim izborima 2024.; njegovi su stavovi opisani kao proruski, anti-NATO i krajnje desni, a on sâm opisan je kao desničarski populist, ultranacionalist i teoretičar zavjere. Unatoč tome što su ga u početku smatrali marginalnim kandidatom s predviđenih oko 5 % glasova, na kraju je osvojio 23 % podrške i dobio najviše glasova u prvom krugu izbora. Prema dokumentima koje su dostavile rumunjske sigurnosne službe, njegova je kampanja koristila neprijavljena sredstva od preko 1 000 000 eura, a izborna infrastruktura doživjela je kibernetičke napade za koje se vjeruje da potječu od „državnog aktera”. Posljedično, Ustavni sud Rumunjske poništio je rezultate prvog kruga 6. prosinca.
Policija je 26. veljače 2025. privela Georgescua i optužila ga za niz kaznenih djela, uključujući „poticanje na djelovanje protiv ustavnog poretka”. Također je dobio 60 dana zabrane medijskih istupa. Georgescu je nakon toga podnio svoju kandidaturu za rumunjske predsjedničke izbore 2025., ali mu je Središnji izborni ured 9. ožujka zabranio da se kandidira. U vrijeme njegove diskvalifikacije, Georgescu je bio vodeći u anketama.